# 61 Pułk Artylerii Lekkiej (II RP)
61 Pułk Artylerii Lekkiej (61 pal) – oddział artylerii lekkiej Wojska Polskiego II RP. Pułk nie istniał w organizacji pokojowej wojska.

## 61 pal w kampanii wrześniowej

### Mobilizacja
Został sformowany zgodnie z planem mobilizacyjnym „W”, w dniach 31 sierpnia - 6 września 1939 roku, I rzucie mobilizacji powszechnej z wyjątkiem 1 i 2 baterii, które z dwoma plutonami kolumny amunicyjnej zostały sformowane w dniach 24–25 sierpnia 1939 roku, w mobilizacji alarmowej, w grupie jednostek oznaczonych kolorem niebieskim.
Jednostkami mobilizującymi były:
- Mazowiecka Szkoła Podchorążych Rezerwy Artylerii w Zambrowie dla dowództwa 61 pal i I dywizjonu

- 9 pułk artylerii lekkiej w Siedlcach dla II i III dywizjonu[1].

Pułk był jednostką organiczną artylerii 41 Dywizji Piechoty (rezerwowej) i w jej składzie walczył w kampanii wrześniowej.
Formowany był początkowo w koszarach w Siedlcach lecz z uwagi na zagrożenie atakami lotniczymi przeniósł mobilizację do okolicznych miejscowości wokół Siedlec. Wystąpiły braki głównie radiostacji i map.
Obie baterie I dyonu, mobilizowane w alarmie, razem ze 115 pułkiem piechoty (bez III baonu) stanowiły obsadę Przedmościa „Różan”.
W czasie mobilizacji powszechnej została zmieniona organizacja pułku. Trzy baterie (6, 7 i 9) formowane w Siedlcach przez 9 pal zostały podporządkowane dowódcy 39 DP (rez.). W ich miejsce wszedł III dywizjon 51 pułku artylerii lekkiej formowany w Ostrowi Maz. przez 18 pułk artylerii lekkiej dla 39 DP (rez.)

### Działania wojenne

#### II dywizjon armat 61 pal
Formowanie dywizjonu odbywało się od 31 sierpnia do 2 września 1939 roku w koszarach 9 pal w Siedlcach, a następnie poza koszarami w pobliskich wsiach. Wieczorem 4 września dywizjon osiągnął gotowość marszową. Dywizjon został zmobilizowany do 4 września 1939 roku. 5 września wyjechała z Siedlec transportem kolejowym 5 bateria z plutonem kolumny amunicyjnej, dojechała 6 września do Warszawy, a następnie cofnięta została do Małkini. W trakcie wyładunku została zbombardowana kilku kanonierów odniosło rany. Bateria 5/61 pal została dyslokowana do lasów na północny wschód od Małkini, gdzie oczekiwała na podejście macierzystej 41 DP rez. 6 września 4 bateria z dowództwem dywizjonu wyjechała z Siedlec do Wyszkowa, gdzie nocą 6/7 września wyładowała się z transportu i pomaszerowała w kierunku Ostrowi Mazowieckiej. Do maszerującej 41 DP rez. dołączyło dowództwo II/61 pal w nocy 8/9 września. 4 bateria pomaszerowała do rejonu Małkini gdzie 7 września połączyła się z 5 baterią. 9 września z uwagi na zbliżanie się oddziałów niemieckich do Małkini, obie baterie pomaszerowały wzdłuż Bugu na wschód. 10 września w rejonie Nura przeprawę przez bród na Bugu podjęła bateria 5/61 pal, ze względu na trudności w przeprawie, 4 bateria pomaszerowała dalej wzdłuż Bugu. Na wysokości Ciechanowca 11 września o świcie bateria 4/61 pal natknęła się na niemiecką kolumnę w marszu, podjęła walkę w jej wyniku została rozbita. Dowódca baterii kpt. Wieliczko-Wielicki został śmiertelnie ranny, nieliczni kanonierzy dołączyli do 5 baterii, a jeden działon wyprowadzony z pobojowiska dołączył do Suwalskiej Brygady Kawalerii. Maszerująca samotnie 5 bateria dotarła 15 września do rejonu na zachód od Brześcia nad Bugiem. W maszerującej z grupami rozbitków baterii nastąpił upadek dyscypliny i morale i nastąpiły liczne dezercje. Dopiero 27 września 5/61 pal dołączyła do Grupy „Kowel“ płk dypl. Adama Koca. Przydzielona do Grupy płk. Filipkowskiego 28 września maszerowała przez Godziszów na Janów Lubelski. 29 września wspierała ogniem artyleryjskim piechotę grupy w walce z niemiecką 27. DP w Janowie, wydatnie przyczyniła się w zdobyciu bronionego budynku więzienia. Po walkach skierowała się do lasów w rejonie Domostawa-Momoty. Decyzją dowództwa grupy skapitulowano przed wojskami sowieckimi, przed kapitulacją udało się zbiec dowódcy por. Gajewskiemu.       
Dowództwo dywizjonu prowadziło działania w ramach 61 pal 41 DP rez., w końcowym okresie walk mjr Smyczyński dowodził resztkami 61 pal. Dowództwo II/61 pal dostało się do niemieckiej niewoli 27 września w rejonie Górecka Kościelnego. Z uwagi na zbombardowanie torów w rejonie Siedlec 6 bateria armat nie wyjechała w ślad za swoim dywizjonem. W ramach wymiany dywizjonów pomiędzy 61 i 51 pal dywizji 41 i 39, wraz z III/61 pal został odkomenderowany 11 września do 51 pułku artylerii lekkiej. W trakcie walk w obronę linii Wisły w nocy 13/14 września 6 bateria została rozdzielona: jeden pluton skierowany został do miejscowości Łysobyki, a drugi do Baranowa. Oba plutony osłaniały wycofanie się polskich oddziałów z rejonu Puław, 14 września prowadziły ostrzał niemieckich patroli. Nocą 14/15 września bateria wraz z III/61 pal wycofała się wraz z 39 DP rez. w kierunku Lublina. Dotarła nad ranem do lasów Kozłowieckich. W kolejnych nocnych marszach przez Milejów, Pawłów, Rejowiec, Krupe, Siennice do wsi Łapy koło Krasnegostawu. 19 września 6 bateria wspierała ogniem piechotę 39 DP rez. w walkach pod Krasnymstawem. 21 września wraz z 29 BP walczyła z oddziałami niemieckiego VII Korpusu Armijnego powstrzymując jego natarcie w rejonie folwarku Horyszów, tu ranny został jej dowódca ppor. S. Walczak. Wieczorem 6 bateria armat została przydzielona do I dywizjonu armat 51 pal. W nocy zajęła stanowiska ogniowe w rejonie Cześniki-kolonia Bożydar wspierając od godz.10.30 22 września natarcie piechoty 39 DP rez. na Łabunie i Wólkę Łabuńską. O godz. 16.00 niemiecki VII KA przy bardzo silnym wsparciu artylerii wykonał natarcie na 39 DP rez. Pod silnym ostrzałem znalazły się stanowiska baterii 6/61 pal utracono 2 działony i trafiony jaszcz, wielu żołnierzy poległo i zostało rannych, wśród nich po raz drugi ppor. Walczak. Dowództwo objął ppor. rez. Schabiński. Zmieniono stanowiska ogniowe, obsługi uzupełniono z taborów i ponownie bateria włączyła się do walki. Bateria w miarę posiadanej amunicji toczyła walki 25 września z niemiecką 8 DP pod Krasnobrodem. 26 września zaprzestała walk w rejonie Szopowe, z uwagi na kapitulację wojsk Frontu Północnego.      

#### III dywizjon haubic 61 pal
Formowanie dywizjonu odbywało się od 31 sierpnia do 2 września 1939 roku w koszarach 9 pal w Siedlcach, a następnie poza koszarami w pobliskich wsiach. Wieczorem 5 września dywizjon osiągnął gotowość marszową. W trakcie mobilizacji do etatu zabrakło radiostacji. 4 września dowódca Grupy Operacyjnej „Wyszków“ zwrócił się do sztabu NW z propozycją wymiany trzecich dywizjonów haubic pomiędzy 41 i 39 DP rez. z uwagi na bliskość formowania. 6 września wymieniono dywizjony pomiędzy pułkami artylerii: III/51 pal i III/61 pal. Jako pierwsze zostało załadowane do transportu dowództwo III/61 pal i 8 bateria haubic. Wkrótce naloty lotnictwa niemieckiego zniszczyły tory wokół Siedlec uniemożliwiając dalszy transport dywizjonu.            
Realizując zgodę sztabu NW zaimprowizowano dowództwo III dywizjonu, objął go kpt. S. Wilkosz i 7 września podjęto marsz przez Łuków do Dęblina. W trakcie marszy odbywanych nocą, 11 września baterie 7 i 9 haubic i 6 bateria armat dotarły do oddziałów 39 DP rez. 7 bateria została skierowana do obsadzającego odcinek „Dęblin“ 95 pp. 9 bateria pozostała w rejonie Firleja w dyspozycji zbierającej się tam Wileńskiej Brygady Kawalerii.  Wieczorem 14 września dywizjon III/61 pal bez 9 baterii wyruszył w kierunku Lublina maszerując wraz 95 pp, zatrzymując się 15 września w lasach Kozłowieckich. Natomiast 9 bateria przemieściła się do lasów pod Świdnikiem wraz z Wileńską BK. Baterie 7 i 6 następnej nocy dotarły wraz z 94 pp do lasów w pobliżu Milejowa, a 9 bateria poprzez Piaski Luterskie i Pawłów wraz z kawalerią doszła w rejon Krasnego. 17 września bateria 9 dotarła do Wólki Kańskiej z resztkami Wileńskiej BK, a baterie 6 i 7 do lasów na północ od Pawłowa. Nocą 18/19 września poprzez Rejowiec osiągnięto lasy koło miejscowości Łapy w pobliżu Krasnegostawu. W nocnym marszu 19/20 września wraz z 94 pp III dywizjon już składzie 7 i 9 baterii haubic dotarł do lasów w rejonie Wisłowca. Stąd popołudniem 20 września dywizjon odmaszerował do Horyszowa Polskiego i został przydzielony jako wsparcie dla XXIX Brygady Piechoty. 21 września ze stanowisk ogniowych w lesie koło folwarku Horyszów ok. godz. południowych ogniem dywizjonu i wspieranej piechoty odparto natarcie niemieckiego VII KA od strony Zamościa. Nocą III dywizjon wraz z XXIX BP przegrupował się do lasów na północ od Barchaczowa. 23 września ze stanowisk ogniowych pod Barchaczowem obie baterie haubic wspierały ciężkie walki XXIX BP z niemiecką 27. DP. W trakcie tych walk utrzymano pozycje obronne, ale baterie 7 i 9 zostały zniszczone. Resztki ich w nocy 23/24 września odskoczyły do lasu w rejonie majątku Łabunie, jako oddział pieszy wzięły jeszcze udział w walkach w pobliżu Krasnobrodu w dniu 25 września z oddziałami niemieckiej 8. DP. Po nieudanej próbie przebicia się skapitulowały wraz oddziałami Frontu Północnego, w dniu 26 września w rejonie miejscowości Szopowe.             
7 września 8 bateria haubic z dowództwem dywizjonu wyładowane zostały w Rembertowie przemaszerowała do lasu Pustelnik koło Zielonki została przydzielona do Armii „Modlin“. Nocą 8/9 września pomaszerowała nad Bug z przydziałem do Mazowieckiej Brygady Kawalerii, broniącej linii Bugu. 9 września została przydzielona jako bezpośrednie wsparcie 3 batalionu strzelców. 11 września bateria 8/61 pal w lasach na wschód od Tłuszcza od godz.14 do 18 stoczyła walkę z niemieckim oddziałem pancerno-motorowym wspierając oddziały Mazowieckiej BK. Nocą 11/12 września podjęła marsz z 7 pułkiem ułanów w kierunku Broszków-Trzemuszka. Wobec zmęczenia koni bateria została włączona do kolumny marszowej płk. Więckowskiego. 12 września bateria wspierała natarcie oddziału płk. Więckowskiego na Leśnogórę, a następnie na wieś Stawiska, w trakcie walki niemiecki kontratak broni pancernej zmusił oddziały Mazowieckiej BK do odwrotu. 7 puł. wraz z 8 baterią odskoczył do wsi Wiśniowa. 8/61 pal z uwagi na znaczne wyczerpanie koni nie była zdolna do marszu. 13 września pozostawiona przez 7 puł. bez osłony, po wypoczynku koni samotnie pomaszerowała w kierunku wschodnim. 15 września dołączyła do zgrupowania saperów kolejowych w rejonie stacji kolejowej Mrozy. Tego dnia haubice baterii wsparły kontratak saperów w rejonie miejscowości Skrudy. 16 września wspierała walki obronne saperów w rejonie Sosnowe i Ryczyca. O świcie 17 września wsparła atak saperów na Mrozy. W południe bateria 8/61 pal uczestniczyła w odparciu niemieckiego natarcia na Grodziszcze. 18 września 8 bateria haubic skutecznie ostrzeliwała niemieckie samochody pancerne i piechotę w rejonie wsi Skrudy. 19 września bateria toczyła pojedynki artyleryjskie z artylerią niemiecką i uczestniczyła w odpieraniu ataków niemieckich na Grodziszcze. 20 września bateria 8/61 pal toczyła dalsze walki w rejonie Grodziszcza, pozostały w jaszczach jedynie 42 naboje, a stan baterii spadł do ok. 60 żołnierzy. Z uwagi na zmianę rejonu obrony przez zgrupowanie, bateria maszerowała nocą 20/21 września w środku kolumny marszowej zgrupowania płk Więckowskiego, osiągnięto rano lasy Dobrzanieckie. Następnej nocy lasy nadleśnictwa Jagodno, a kolejnej nocy rejon Fiukówki.  24 września uzupełniono amunicję ze znalezionych 4 wozów z amunicją do haubic. 25/26 września osiągnięto Malanówkę, a następnej lasy nadleśnictwa Izdebno. 30 września ze względu na sytuację, rozwiązano zgrupowanie, obsługi uszkodziły haubice i zakopały amunicję bateria 8/61 pal została rozwiązana.           

## Planowana organizacja wojenna i obsada personalna pułku
| Planowana organizacja wojenna i obsada personalna pułku | Planowana organizacja wojenna i obsada personalna pułku | Planowana organizacja wojenna i obsada personalna pułku |
| Stanowisko etatowe                                      | Stopień, imię i nazwisko                                | Uwagi                                                   |
| Dowództwo                                               | Dowództwo                                               | Dowództwo                                               |
| ------------------------------------------------------- | ------------------------------------------------------- | ------------------------------------------------------- |
| dowódca pułku                                           | płk Florian Grabczyński                                 |                                                         |
| adiutant                                                | por. rez. Stefan Marian Sosnowski                       |                                                         |
| oficer zwiadowczy                                       | por. Jan Doboszyński                                    |                                                         |
| I dywizjon armat 75 mm                                  |                                                         |                                                         |
| dowódca dywizjonu                                       | mjr Zdzisław Wilanowicz                                 | † 1940 Charków                                          |
| dowódca 1 baterii armat                                 | kpt. Tadeusz Bonawentura Kuczyński                      | † 1940 Charków                                          |
| dowódca 2 baterii armat                                 | kpt. Stanisław Jastrzębski                              | † 10 IX 1939 Grygorów                                   |
| dowódca 3 baterii armat                                 | por. Antoni Dąbrowski                                   |                                                         |
| II dywizjon armat 75 mm                                 |                                                         |                                                         |
| dowódca dywizjonu                                       | mjr Tadeusz Smyczyński                                  |                                                         |
| dowódca 4 baterii armat                                 | kpt. Michał Wieliczko- Wielicki                         |                                                         |
| dowódca 5 baterii armat                                 | por. Kazimierz Gajewski                                 |                                                         |
| oficer ogniowy                                          | por. rez. Kazimierz Kobus                               |                                                         |
| dowódca 6 baterii armat                                 | ppor. Stanisław Walczak                                 |                                                         |
| oficer zwiadowczy                                       | ppor. rez. Kazimierz Schabiński                         | od 22 IX 1939 dowódca baterii                           |
| III dywizjon haubic 100 mm                              |                                                         |                                                         |
| dowódca dywizjonu                                       | mjr Tadeusz Wirth                                       |                                                         |
| dowódca 7 baterii haubic                                | kpt. Stanisław Marcin Wilkosz                           | † 1940 Charków                                          |
| dowódca 8 baterii haubic                                | por. Ludwik Kotlarz                                     |                                                         |
| dowódca 9 baterii haubic                                | por. Stanisław Mazurek                                  |                                                         |
| III dywizjon haubic 100 mm (przydzielony z 51 pal)      |                                                         |                                                         |
| dowódca dywizjonu                                       | mjr Józef Lis                                           |                                                         |
| dowódca 7 baterii haubic                                | kpt. Kazimierz Nowacki                                  |                                                         |
| dowódca 8 baterii haubic                                | por. rez. Stanisław Załęski                             |                                                         |
| dowódca 9 baterii haubic                                | por. Stanisław Klepacki                                 |                                                         |